# Juifs du pape

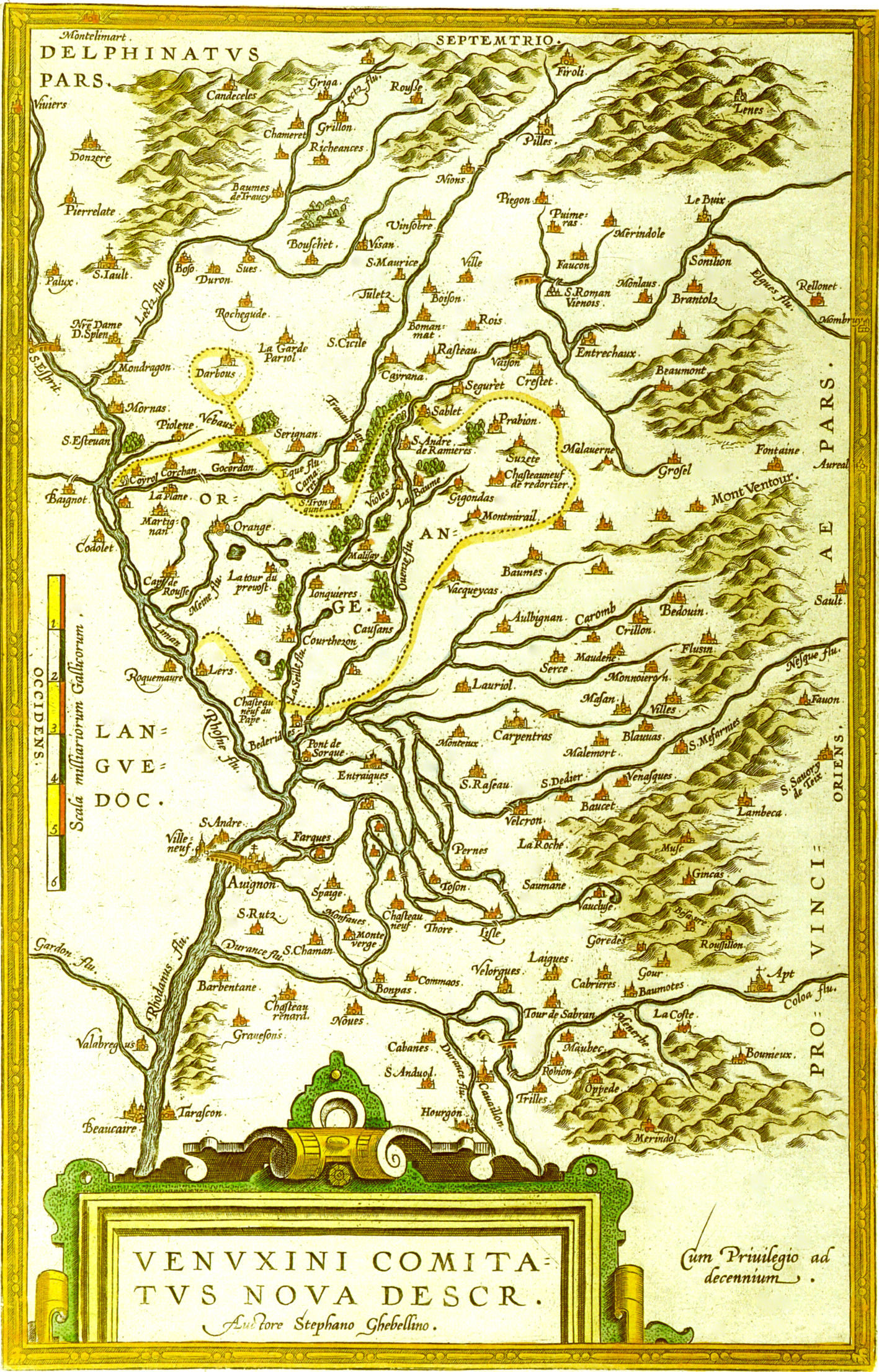
Première carte du Comtat Venaissin par Stephano Ghebellino (vers 1580).

Les Juifs du pape vivaient dans le Comtat Venaissin et en Avignon, cédés respectivement en 1274 et 1348 au Saint-Siège et restés sous son administration jusqu'à la Révolution française en 1791. Avec les Juifs alsaciens, ils ont formé pendant plusieurs siècles l'une des deux seules communautés juives autorisées à vivre sur ce qui appartient aujourd'hui au territoire français, mais qui se trouvait hors les frontières du royaume de France à l'époque de leur établissement.

## Durant la présence des papes en Avignon

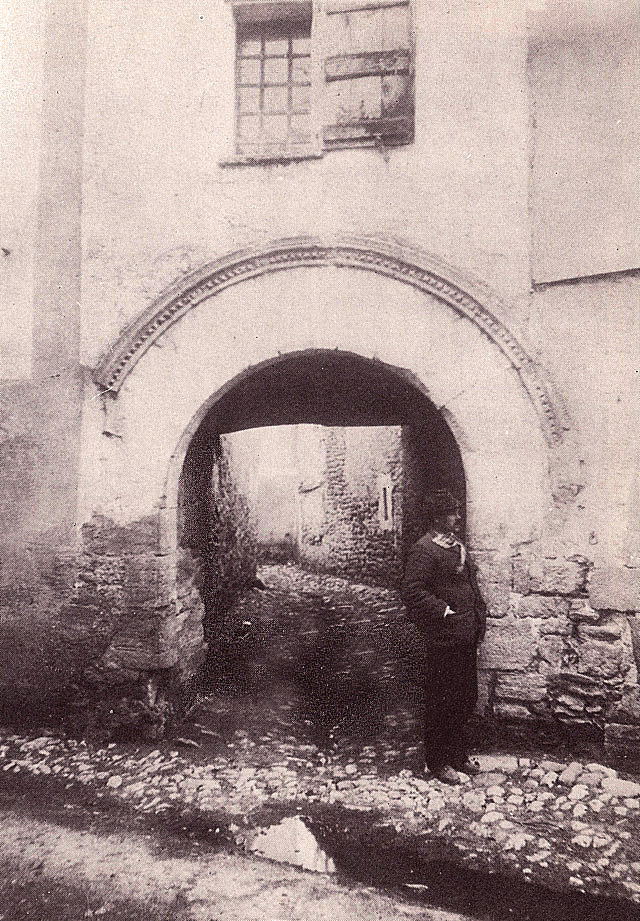
Porte de l'ancienne juiverie de Malaucène détruite sur ordre de Jean XXII.

Durant le XIVe siècle, les papes résident en Avignon où la présence de la cour papale favorise l'activité des Juifs, malgré une tentative de les en expulser.
En effet, en 1322, Jean XXII expulse les Juifs d’Avignon et du Comtat qui se réfugient en Dauphiné et en Savoie. Pour parfaire l’expulsion, le pape juge utile de faire jeter à bas les synagogues de Bédarrides, Bollène, Carpentras, le Thor, Malaucène, Monteux et Pernes. Cette expulsion est de courte durée car le même pape, en 1326, lors du concile d’Avignon impose aux garçons juifs dès l’âge de quatorze ans de porter la rouelle jaune et aux filles, dès douze ans, de s’affubler d’un voile distinctif (cornalia ou cornu).
Depuis 1326, les papes permettent aux Juifs de résider dans le Comtat et en Avignon sans être inquiétés et, ainsi, à de nombreux Juifs de France d’échapper aux persécutions dont ils sont victimes. De plus, Clément VI protège les Juifs lors des massacres liés à l'épidémie de peste noire. En 1394, les Juifs sont définitivement expulsés du royaume de France. Dans le Comtat Venaissin, les Juifs peuvent continuer à résider sous certaines conditions : port d'un chapeau de couleur jaune, paiement de taxes supplémentaires, obligation d'assister périodiquement à des prêches les appelant à la conversion, etc.
Leur sort, au début de l'administration du Saint-Siège, est tout à fait comparable à celui des autres Juifs provençaux. Par exemple, comme ailleurs en Provence, de nombreux médecins sont juifs : en Avignon, en 1374, il y a six médecins juifs qui, de par le concile de 1341, voient leurs émoluments bien inférieurs à ceux des médecins chrétiens.
Le quartier juif d'Avignon ne couvre pas plus d'un hectare et abrite cependant 1 000 personnes en 1358.
Durant la période où les papes résident en Avignon, le commerce juif reste florissant en Avignon. Les commerçants juifs approvisionnent la cour papale en vivres, en draps, en chevaux, en parfum, en bijoux de corail et en perle pour les chapelets. Même le tailleur de Grégoire XI est un Juif. En 1374, 87 des 94 marchands de tissus de la ville sont juifs. Il y a aussi quelques prêteurs d'argent.

## Les carrières

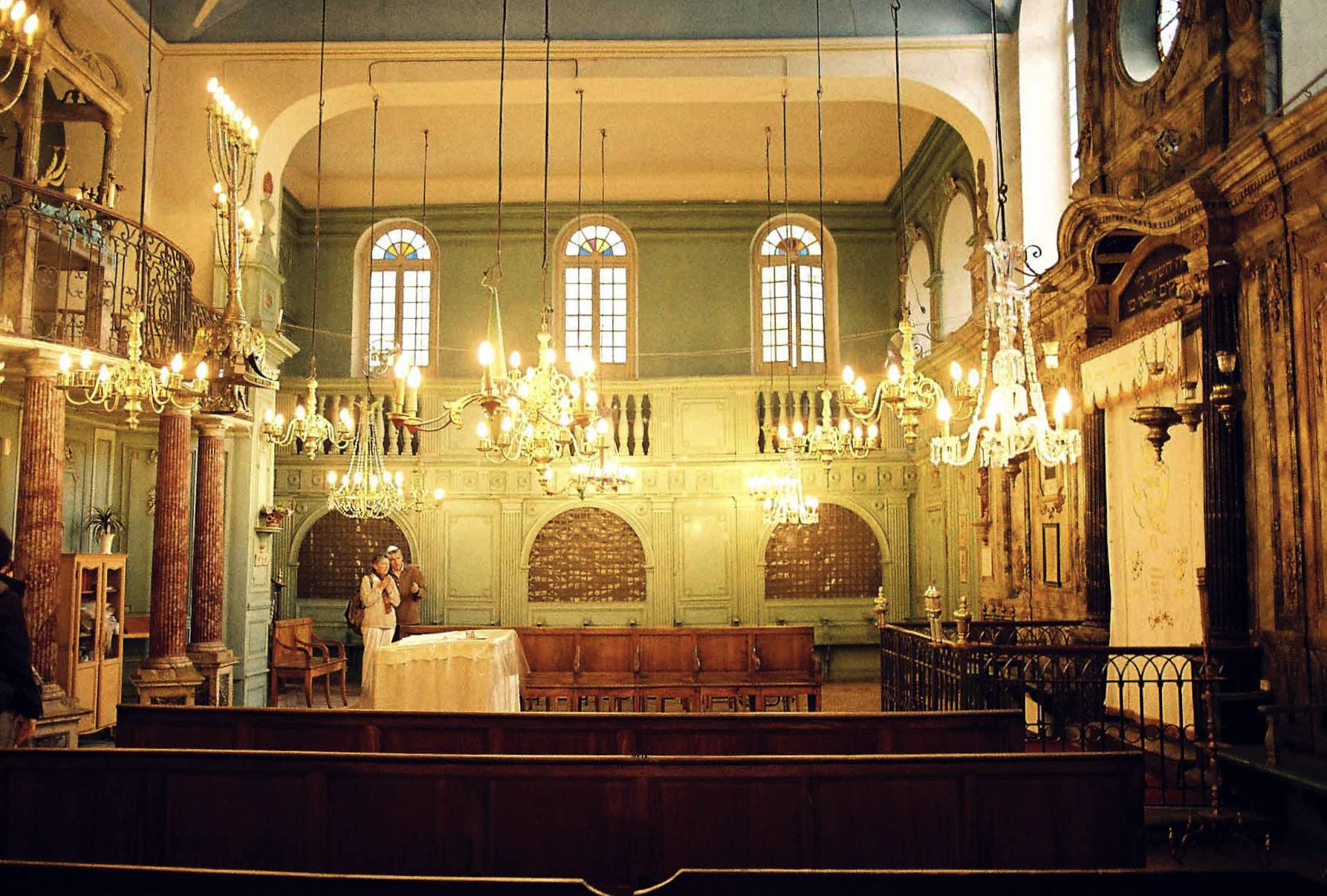
La synagogue de Carpentras, la plus ancienne synagogue de France en service aujourd'hui.
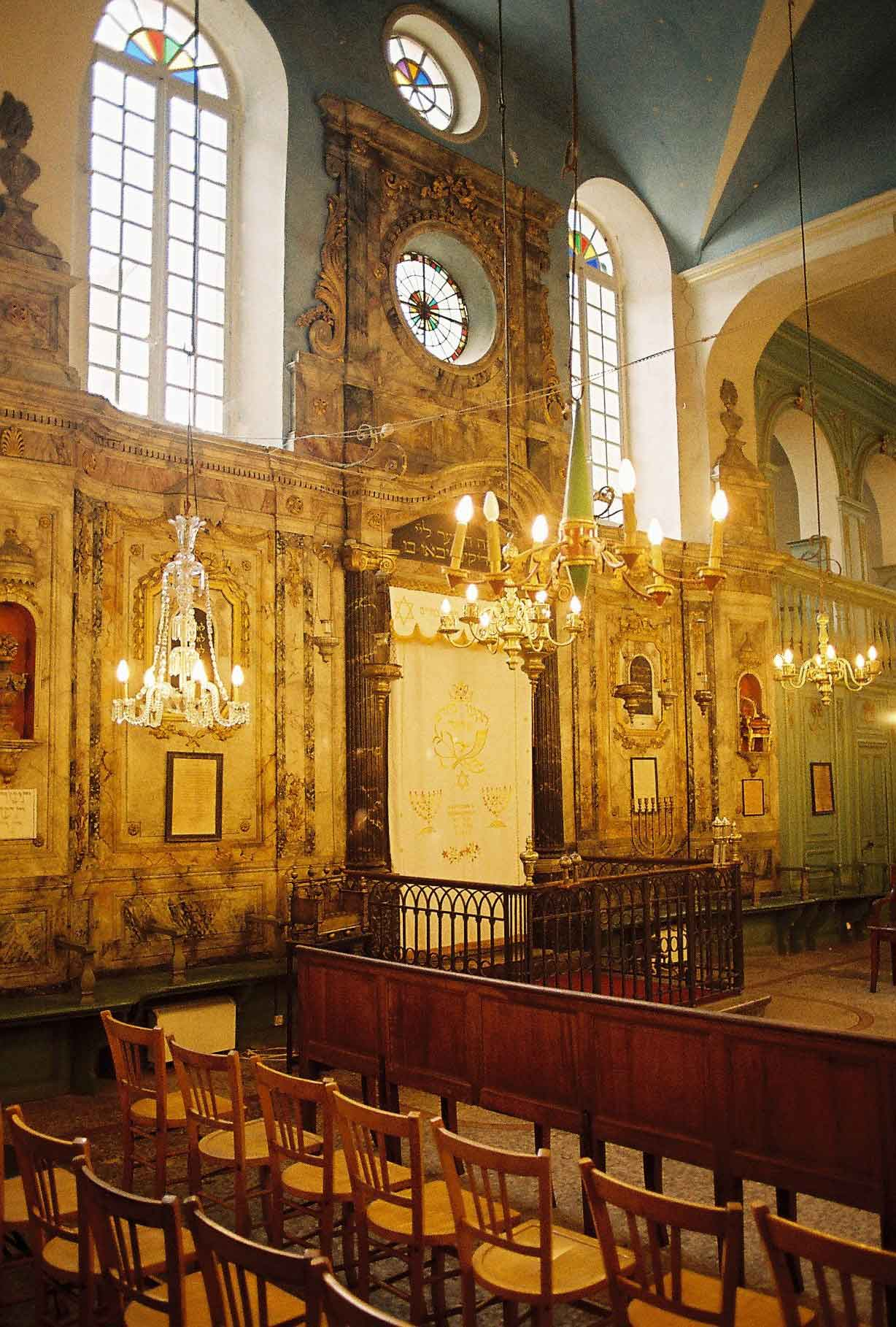
L'arche de la synagogue de Carpentras avec une niche, à droite, portant le fauteuil du prophète Élie.
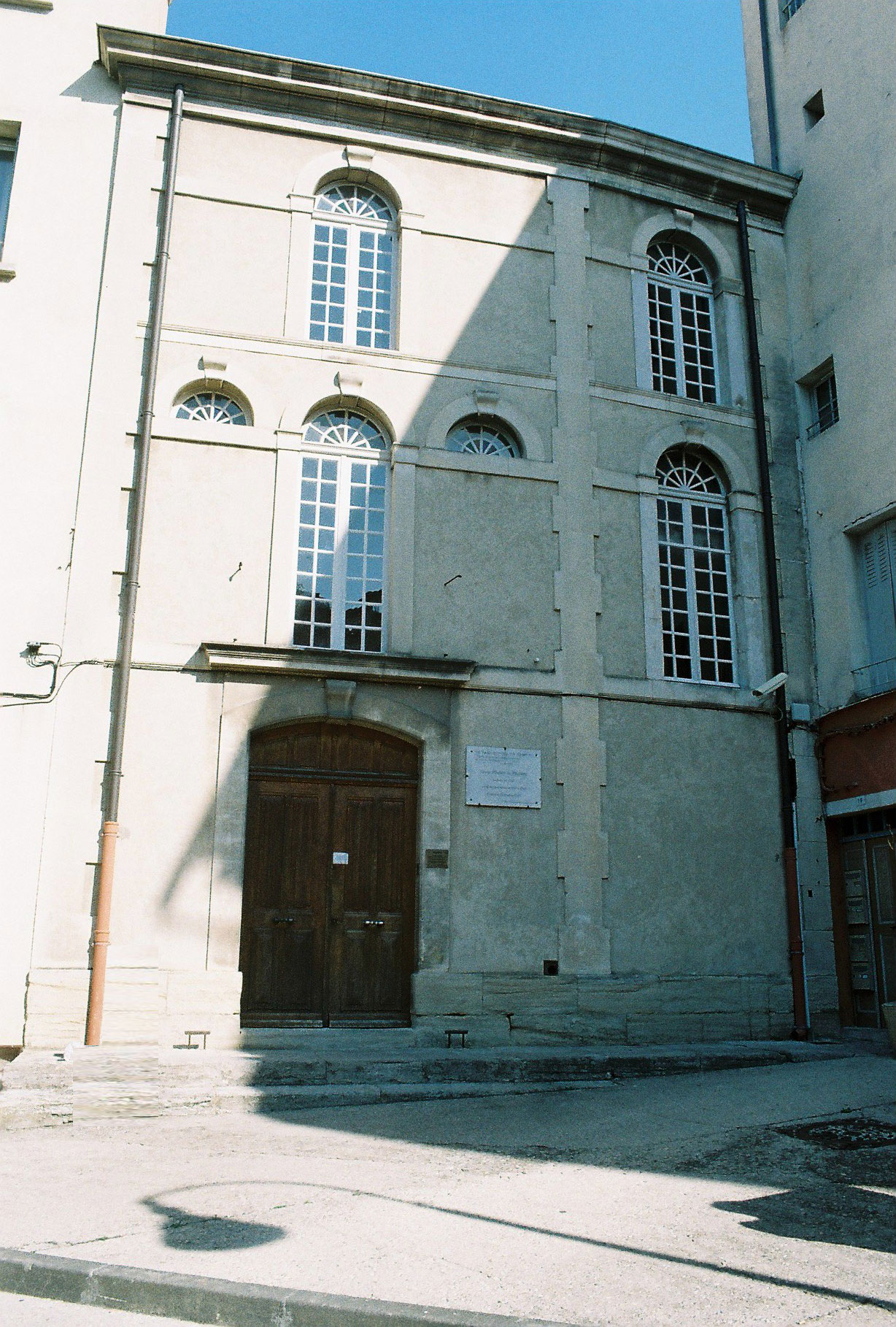
L'extérieur de la synagogue de Carpentras.
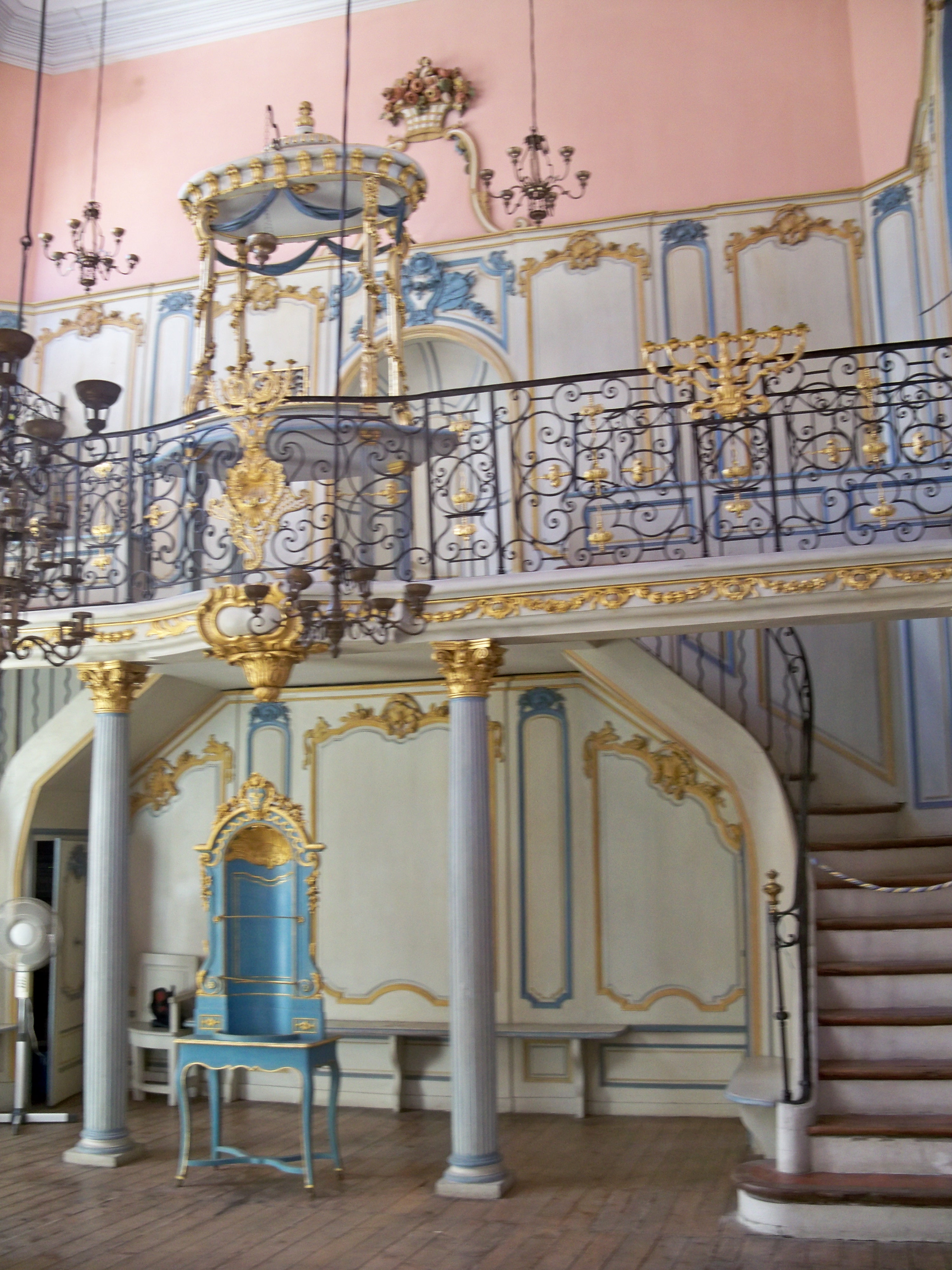
Synagogue de Cavaillon.

En 1492, les Juifs sont expulsés d'Espagne mais le pape Alexandre VI leur interdit l'accès d'Avignon et du Comtat. Puis, au début du XVIe siècle, les Juifs sont expulsés de Provence et, cette fois-ci, nombre d'entre eux, particulièrement ceux d'Arles et de Tarascon peuvent se réfugier au Comtat. Une douzaine de villes et de bourgs abritent alors une communauté juive. À Pernes-les-Fontaines, une mesure de ségrégation est adoptée en 1504, avec obligation faite aux Juifs d'abandonner leurs biens et de se regrouper dans une « carrière ».
Si l'expulsion des Juifs des États pontificaux en 1569 n'est que partiellement appliquée, ils sont obligés, à partir de la fin du XVIe siècle, de s'installer dans une des quatre « carrières » comtadines (« carriero » en provençal, « messila » en hébreu), c'est-à-dire un quartier de quelques rues bien délimitées fermées chaque soir. Ce sont les Arba Kehilot, dites les quatre saintes communautés d’Avignon, de Carpentras, de Cavaillon et de L'Isle-sur-la-Sorgue se référant aux quatre saintes communautés de Terre sainte : Jérusalem, Hébron, Safed et Tibériade.
À partir du XVe siècle, les communautés juives sont administrées par des bailons (terme occitan diminutif de baile, « régent, chef, personne ayant autorité » et dont dérive le mot baillis) qui sont responsables de leur communauté devant les autorités et ont des attributions de police. L'impôt est perçu en fonction du patrimoine. Les activités des Juifs souffrent de diverses restrictions dans le commerce des tissus,.
Les Juifs du pape ne sont guère nombreux : 2 000 en tout au début du XVIe siècle, 500 environ en Avignon et Carpentras vers l'an 1600. Quant à la carrière de l'Isle-sur-la-Sorgue, elle était établie dans une impasse sur 2 500 mètres carrés. Dans ces carrières, les maisons atteignaient 4 à 5 étages pour gagner un peu de place, aux dépens de la solidité : en Avignon, en 1314, une maison s'écroule sur la noce qui y était donnée en causant la mort de 23 personnes.
Thomas Platter nous décrit la carrière d'Avignon en 1595 qui n'est qu'une rue fermée des 2 côtés. Il signale que la plupart des Juifs sont tailleurs, alors qu'au Moyen Âge, les professions des Juifs ne se distinguaient pas de celles des autres avignonnais. Certains étaient médecins ou même fermiers. La synagogue est dans une sorte de cave. Les Juifs ne peuvent sortir de la carrière que le jour vêtus de vêtements particuliers, dont un chapeau jaune. À Carpentras, où la carrière était plus petite et plus peuplée qu'en Avignon, les immeubles pouvaient atteindre sept ou huit étages.
La répétition au cours des âges de mesures restrictives (interdiction de pratiquer la médecine, de posséder des propriétés foncières hors leur résidence, de faire le commerce de marchandises neuves, de denrées alimentaires et de chevaux) semble dire qu'elles étaient en réalité seulement partiellement appliquées. Les Juifs du pape semblent avoir en fait eu de bonnes relations avec leurs concitoyens chrétiens. À partir de la fin du XVIIe siècle, certains sont autorisés à s'établir dans le royaume de France comme Israël Bernard de Valabrègue, interprète à la Bibliothèque royale à Paris.

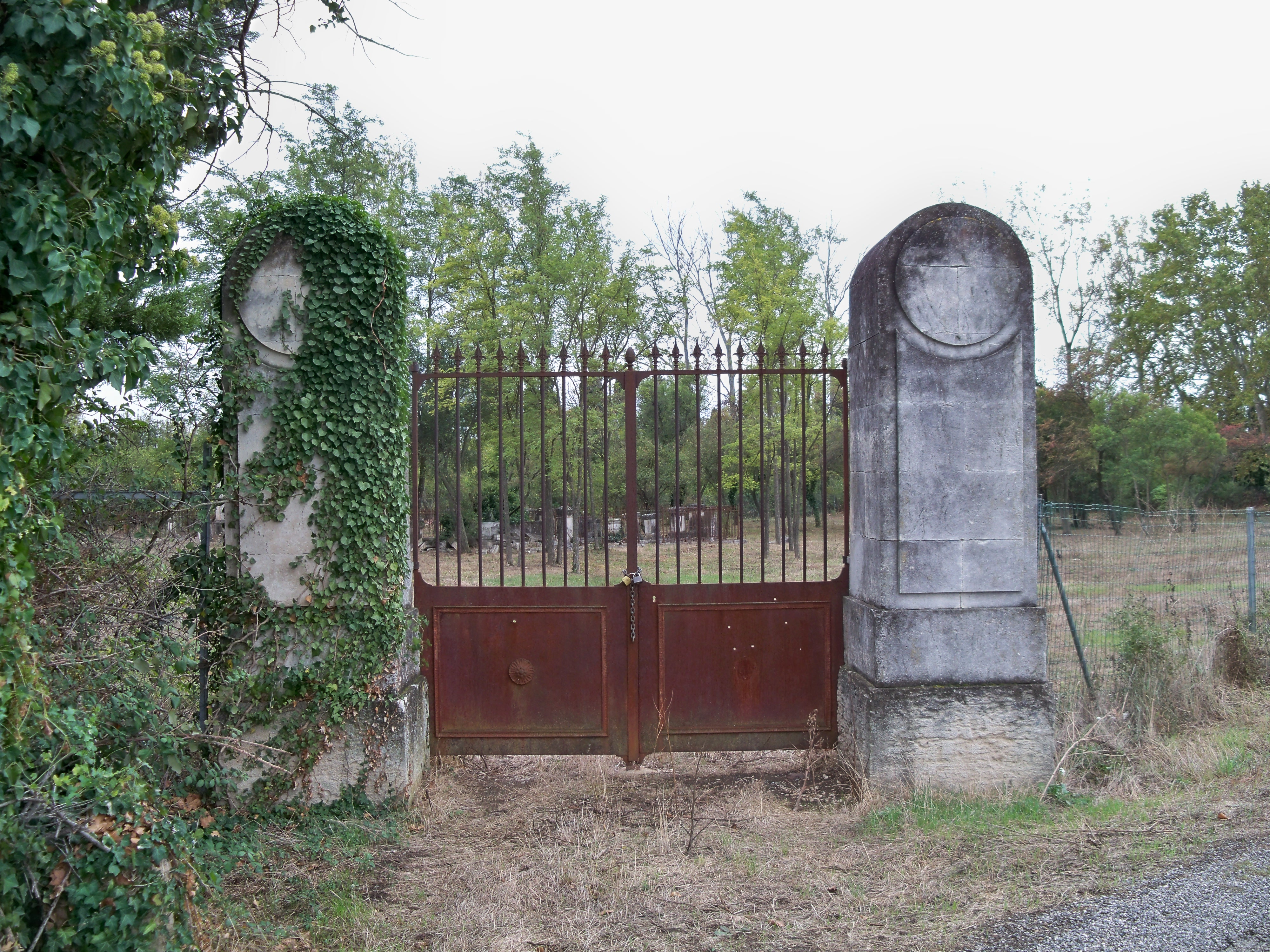
Entrée du cimetière juif de l'Isle-sur-la-Sorgue.
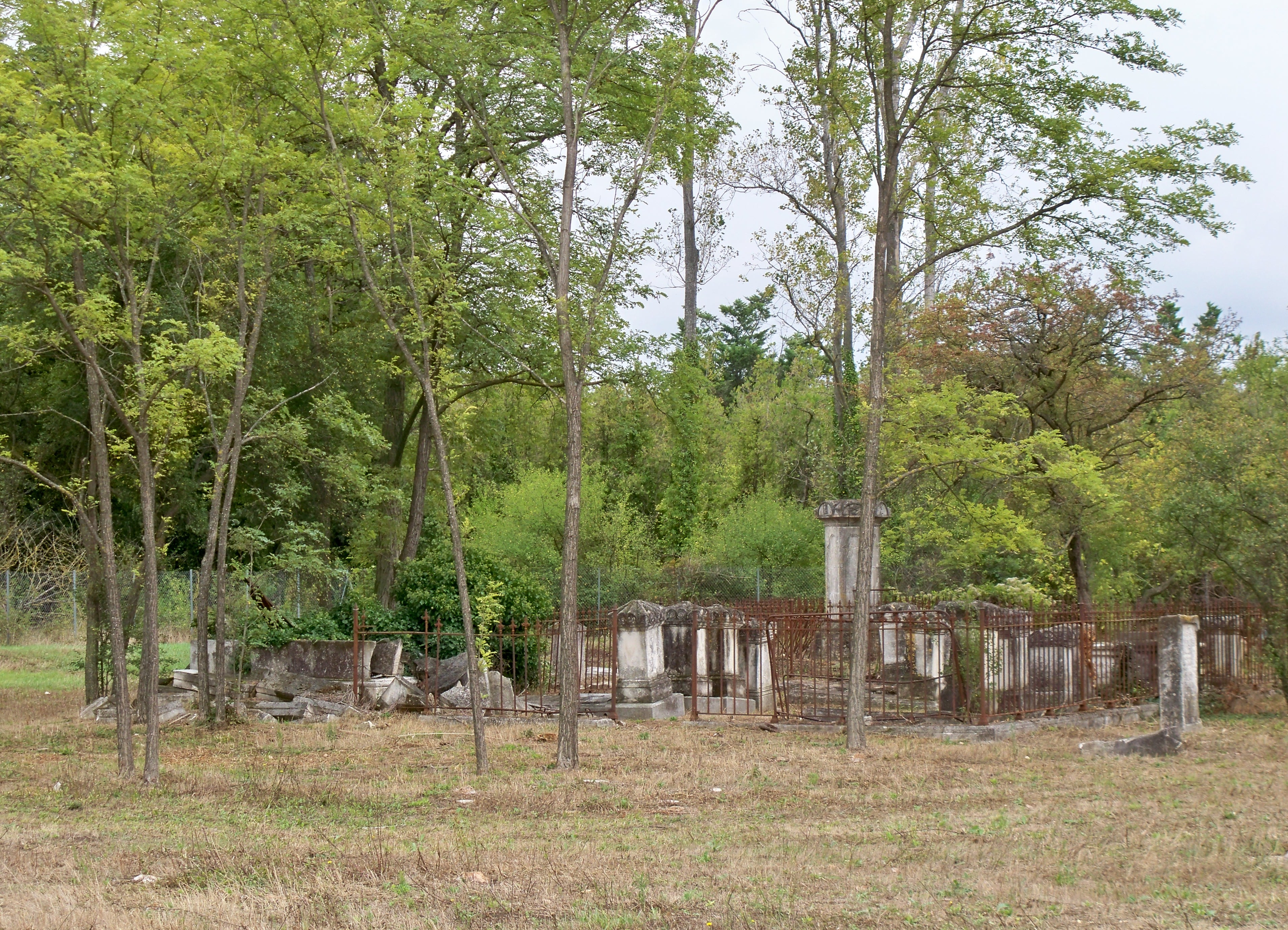
Seul carré restant du cimetière juif de l'Isle-sur-la-Sorgue.

Un judaïsme comtadin original se développe. Il ne se rattache ni au courant séfarade (d'origine espagnole, qui se rencontre dans les régions du bassin méditerranéen et en France dans le Sud-Ouest) ni au courant ashkénaze (de l'Alsace-Lorraine et de l'Europe centrale et orientale). Il se caractérise par une organisation très structurée des communautés, une totale endogamie, un rituel propre. Les juifs parlent le judéo-provençal. Les offices religieux semblent fréquentés car dans la pièce de théâtre judéo-comtadine Harcanot et Barcanot, un des sujets d'intérêt des femmes est de savoir qui a manqué l'office : S'un tan a pas manca ni minha ni arvit (si un tel n'a pas manqué la prière de min'ha (de l'après-midi) ou celle d'arvit (du soir)). Toutefois, il semble que la communauté juive de l'Isle-sur-la-Sorgue ait disparu dès avant la Révolution française.

## L'essor
Au cours du XVIIIe siècle, la situation économique des Juifs s'améliore. Les comtadins voyagent beaucoup dans tout le Midi de la France, certains s'installent de façon semi-permanente à Nîmes, Montpellier, etc. L'usage du français se répand. En 1741 est reconstruite la synagogue de Carpentras, la plus vieille aujourd'hui en France. Si cette synagogue reste très discrète, comme celle de Cavaillon, cette prospérité nouvelle est reflétée dans la salle de prière, chef-d'œuvre de décoration et de ferronnerie italianisantes. Celle de Cavaillon, qui date de 1772, est, selon Bernhard Blumenkranz, encore plus admirable. Par contre, la vie quotidienne ne peut guère refléter l'enrichissement des Juifs du pape, qui ne sont pas autorisés à s'établir hors des « carrières » surpeuplées où les maisons de six ou sept étages apparaissent aux yeux des voyageurs qui arrivent à Carpentras comme de véritables gratte-ciel. Ce n'est qu'en 1784 qu'un cafetier de Carpentras est autorisé à recevoir des Juifs.

## De la révolution à nos jours

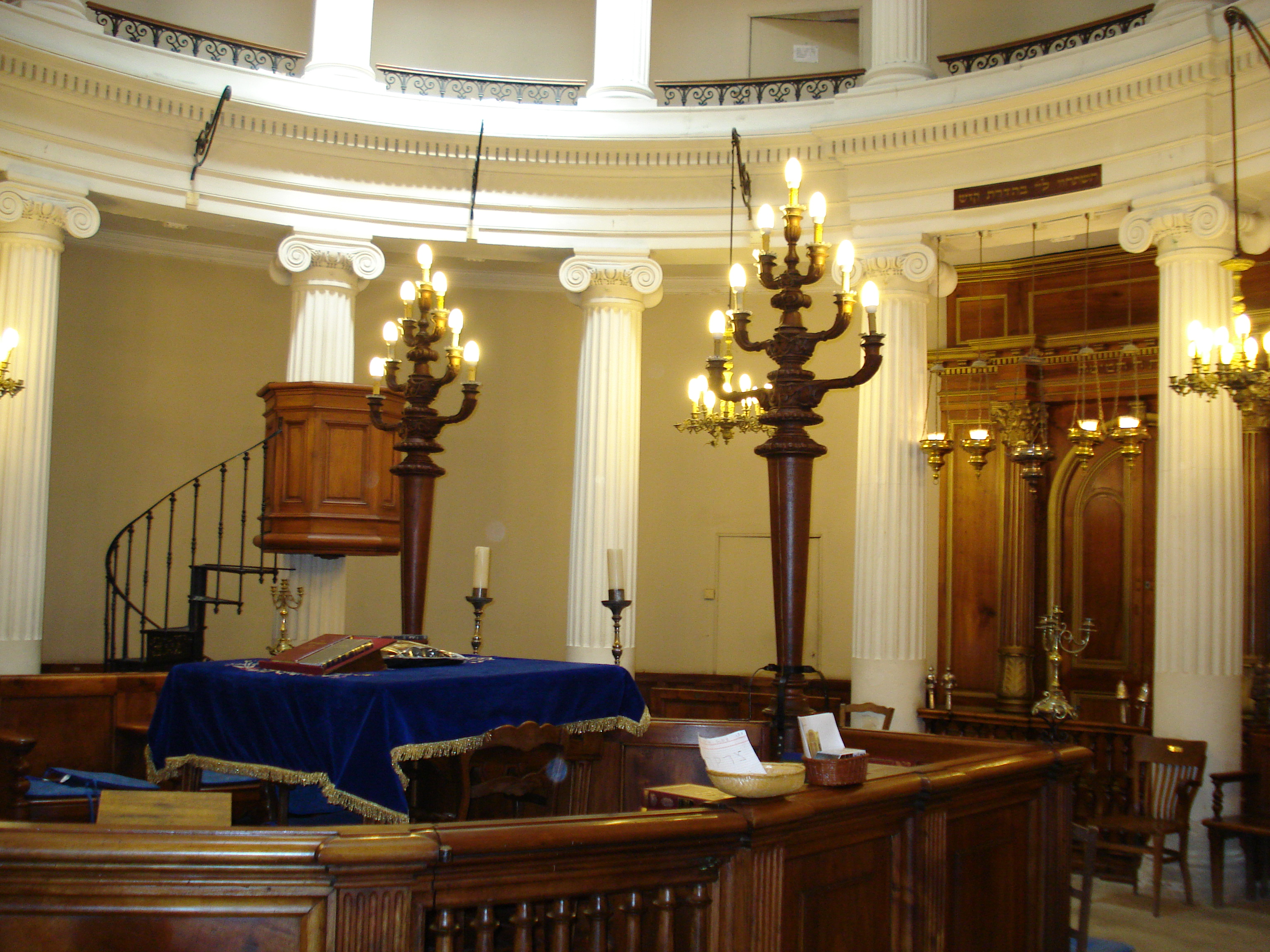
Synagogue d'Avignon (1846).

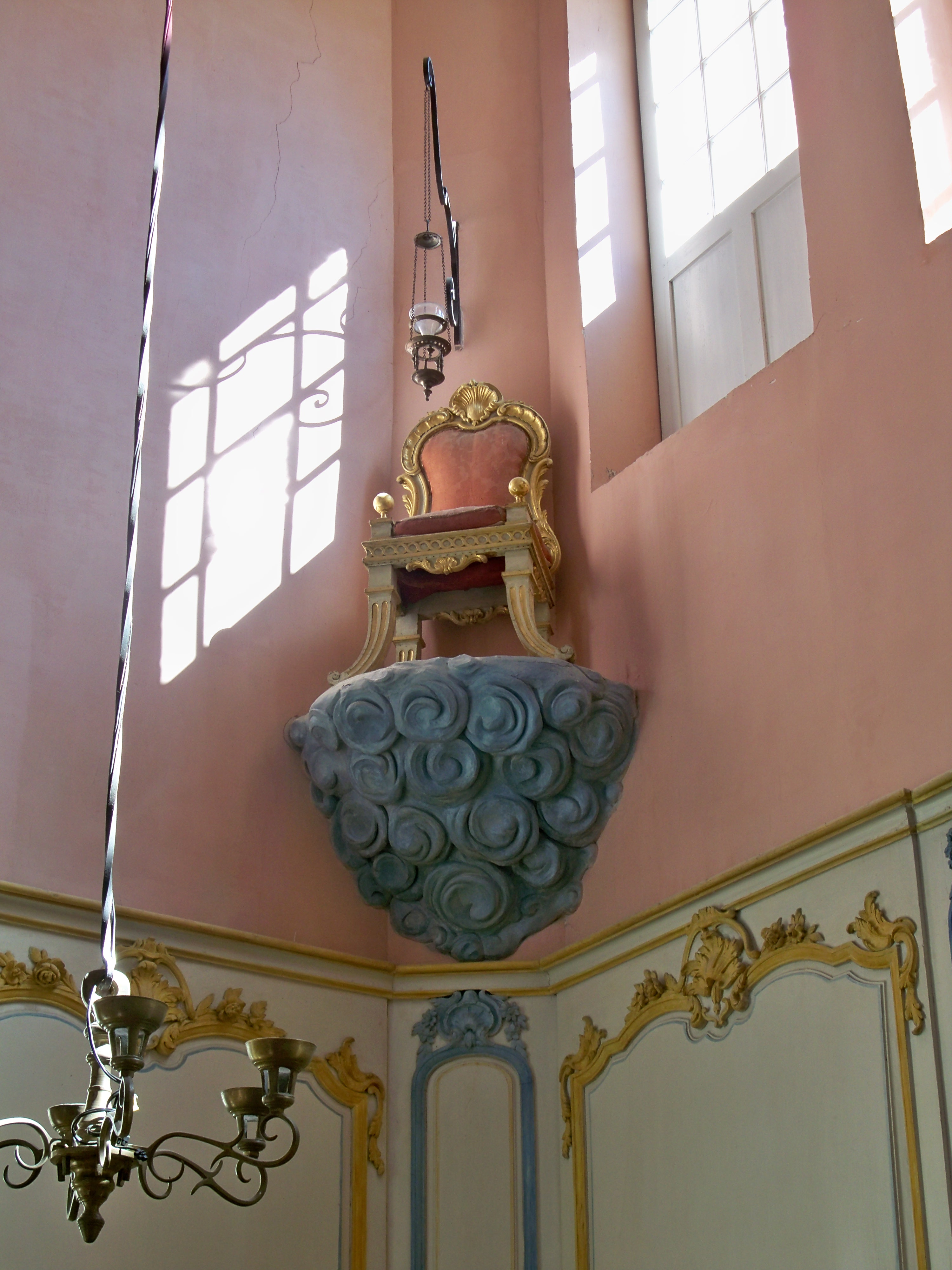
Fauteuil d'Élie à la synagogue de Cavaillon.

La Révolution française, avec le rattachement à la France d'Avignon et du Comtat Venaissin, marque pour les Juifs une véritable libération. Malgré une opposition (peu virulente, d'ailleurs) de certains, les Juifs du pape deviennent citoyens français. En quelques années, les carrières se vident, malgré l'arrivée de Juifs ashkénazes. Les Juifs prennent une part active aux événements révolutionnaires, en particulier à Nîmes, et se dispersent dans toutes les grandes villes du Midi, et jusqu'à Paris.
En sommeil pendant un siècle et demi, les communautés d'Avignon et de Carpentras retrouvent une nouvelle vigueur après 1962, avec l'arrivée de juifs rapatriés d'Algérie. La synagogue de Carpentras reconstruite au XVIIIe siècle sur des fondations du XIVe siècle est la plus vieille synagogue de France aujourd'hui en service.

## Les grandes figures
Après l'émancipation des juifs, les descendants de ces communautés prennent une part active dans la société française et se distinguent dans de multiples domaines. En politique notamment, Adolphe Crémieux  (1796-1880) octroya la nationalité française aux juifs d'Algérie (décret Crémieux), Alfred Naquet (1834-1916), député puis sénateur de Vaucluse au début de la Troisième République, légiféra sur le divorce. Jassuda Bédarride (1804-1882), jurisconsulte et politicien, est le premier avocat de confession israélite de l'histoire du barreau d'Aix-en-Provence et premier 
maire juif d'Aix-en-Provence. Dans l'art et la culture, se sont fait remarquer les écrivains Bernard Lazare (1865-1903), un des principaux défenseurs du capitaine Dreyfus, Armand Lunel (1892-1977), le dernier locuteur du judéo-provençal et le mémorialiste du judaïsme comtadin, le compositeur Darius Milhaud (1892-1974), le chef d'orchestre Pierre Monteux (1875-1964), l'entrepreneur Gaston Cavaillon (1910-1986), l'historien Pierre Vidal-Naquet (1930-2006), ou encore l'infectiologue et universitaire Anne-Claude Crémieux.

## Lespatronymes
Outre les patronymes juifs courants (Cohen, Levi, Levy), les patronymes communs parmi les descendants des Juifs du pape sont les suivants : Abram, Allemand, Alphandéry, Astruc, Baze, Beaucaire, Bédarrides, Carcassonne, Cavaillon, Crémieux, Digne, Espir, Grimaud,  Israël, Lattès, Léon, Lion, Lisbonne, Lorgues, Lunel, Lyon, Malaucène , Marseille, Mayrargues, Milhaud, Moise, Montel, Monteux, Mossé, Moyse, Naquet, Ravel, Roquemartine, Saint-Paul, Sampal, Valabrègue, Vidal.